# War & Peace Vol. 2 (The Peace Disc)
War & Peace Vol. 2 (The Peace Disc) – siódmy solowy album amerykańskiego rapera Ice Cube’a.

## Spis utworów
1. Hello  (gośc. MC Ren, Dr. Dre)
2. Pimp Homeo
3. You Ain’t Gotta Lie (Ta Kick It)  (gośc. Chris Rock)
4. The Gutter Shit  (gośc. Jayo Felony, Gangsta, Squeak RU)
5. Supreme Hustle
6. Mental Warfare
7. 24 Mo' Hours
8. Until We Rich  (gośc. Krayzie Bone)
9. You Can Do It  (gośc. Mack 10, Ms. Toi)
10. Mackin' & Driving
11. Gotta Be Insanity
12. Roll All Day
13. Can You Bounce
14. Dinner With The CEO
15. Record Company Pimpin'
16. Waitin' Ta Hate
17. Nigga Of The Century
18. You Can Do It (Instrumental)